# Dichocrocis nimalis
Dichocrocis nimalis là một loài bướm đêm trong họ Crambidae.